# Минус снизу
Минус снизу (◌̠) — диакритический знак, используемый в МФА и УФА.

## Использование
В 1921 году было отмечено, что некоторые авторы предпочитают использовать данный символ для обозначения отодвинутой артикуляции вместо кнопки влево снизу (꭪), на тот момент являвшейся официальным символом МФА; плюс снизу официально заменил его лишь в 1947 году. На тот момент он мог ставиться и под буквой, и непосредственно после неё; однако, начиная с 1989 года, он ставится только под буквой.
В УФА обозначает придыхательный голос или глухость.